# تاريخ تونس
تاريخ تونس ، (بالإنجليزية: History of Tunisia)‏، هو ليس فقط تاريخ دولة عربية، تقع في شمال أفريقيا، بل جزء من تاريخ العديد من الحضارات التي تعاقبت عليها عبر التاريخ. وكانت تسمى في السابق إفريقية، وعاصمتها حاليا تونس.

## ما قبل التاريخ

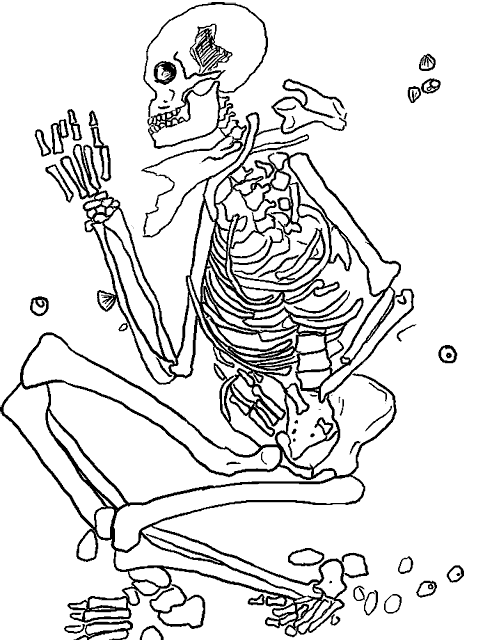
صورة للوضع الجانبي المثني للموتى القبصيين.

عرفت تونس تاريخا يعود لعهود سحيقة إذ يعود ظهور الإنسان في المنطقة التي تعرف اليوم بتونس إلى فترة ما قبل التاريخ، حيث تم العثور على آثار نشاط إنساني يعود إلى العصر الحجري القديم السفلي وذلك تحديدا في موقع القطار (بمدينة قفصة) والذي اكتشف فيه عالم الآثار جراي كوما من الحجارة مخروطي الشكل يعتقد أنه تعبير عن معتقد ما ويُرَجّحُ أنّه من أقدم المعالم الدينية التي عرفتها البشرية.
تُعدّ الحضارة القبصية (6.800 ق.م. إلى 4.500 ق.م.) أول مظاهر المجتمعات الإنسانية المنظمة بالمنطقة. وفي هذه الفترة وفد البربر الأمازيغ كما يبدو مع هجرة الشعوب الليبية (تعبير اغريقي عن الشعوب الأفريقية آنذاك) وإن كان لا يعرف أصل الشعوب الأمازيغية بالتحديد [بحاجة لمصدر] ويعتبرهم كثيرون السكان الأصليين للبلاد.
عرفت المنطقة تعاقب العديد من الحضارات التي جلبتها ثروات هذه الأرض وأهمية موقعها الإستراتيجي في قلب حوض البحر الأبيض المتوسط وساعد على دخولها الانفتاح الطبيعي لتونس وسهولة تضاريسها. ويُعدّ قدوم الفينيقيين سنة 1101 ق. م. لغايات تجارية بداية دخول المنطقة فترة التاريخ. أما تأسيس قرطاج سنة 814 ق. م. فيٌعدّ البداية الحقيقية لدخول شمال إفريقيا القديم في صلب التاريخ وذلك في علاقة بعامل التأثّر والتأثير على المستوى الحضاري.

## التاريخ القديم

### الفترة القرطاجية
(814 ق.م. - 146 ق.م.)
أقام السكان الموجودون بالبلاد التونسية علاقات تجارية مع الفينيقيين منذ القرن 11 ق.م. حيث قام هؤلاء بإنشاء مرافئ لتبادل البضائع تعتمد في أغلب الأحيان على المقايضة. وتعتبر أوتيكا من أهم هذه الموانئ وكان تأسيس عليسة لقرطاج كقاعدة عسكرية لحماية الموانئ التجارية على الساحل الغربي للبحر الأبيض المتوسط. وعلى إثر الإضرابات التي نشبت في فينيقيا قامت مجموعة من التجّار بالفرار إلى ----قرطاج (قرط جدشت) المدينة الجديدة والاستقرار فيها

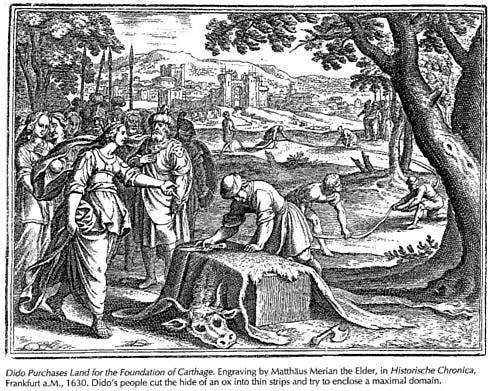
ديدون"عليسة"تؤسس قرطاج

بمرور الزمن ضعفت الإمبراطورية التجارية الفينيقية وورثت قرطاج أمجادها ومستعمراتها وقامت بتوسيع رقعتها لتشمل جزءا كبيرا من سواحل البحر الأبيض المتوسط، ونظرا لموقعها الإستراتيجي والمُطل على حوضي المتوسط، استطاعت بسط نفوذها والسيطرة على حركة التجارة بشكل لم يكن لينال رضاء القوة العظمى آن ذلك. حيث شكل التوسع القرطاجي خطرا على مصالح ونفوذ الإغريقيين مما أدى إلى اشتباكات عسكرية بين الدولتين.

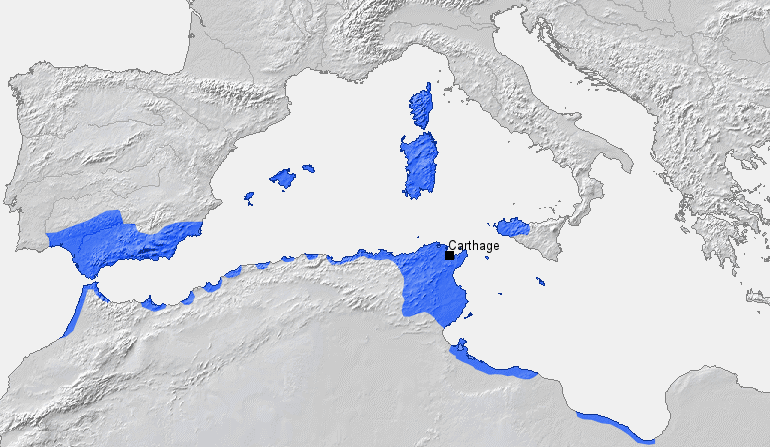
الامبراطورية القرطاجية في 264 ق.م

### الإمبراطورية القرطاجية
وفي سنة 753 ق. م برز كيان جديد في شبه الجزيرة الإيطالية تحت اسم روما ودخلت روما حلبة الصراع منافسة قرطاج، الشيء الذي أدى إلى نشوب سلسلة من الحروب (سنة 264 ق. م) اشتهرت باسم الحروب البونيقية ولعل أشهرها حملة حنبعل (الحرب البونيقية الثانية) الذي قام بعبور سلستي البيريني والألب بفيلته (218 ق. م. – 202 ق. م.). انتهت هذه الحروب البونيقية بهزيمة القرطاجيين واضعافهم بشكل كبير خاصة بعد حرب زوما المفصلية مما مهد الطريق لحرب ثالثة وحاسمة انتهت بزوال قرطاج وخراب المدينة وقيام الرومانيون بإنشاء «أفريكا» أول مقاطعة رومانية بشمال إفريقيا وذلك سنة 146 ق. م.

### الفترة الرومانية
(146 ق.م – 431 م)
سنة 44 ق.م قرر الإمبراطور الروماني يوليوس قيصر إعادة بناء مدينة قرطاج بعد أن كانت أوتيكا العاصمة ولكن أعمال البناء لم تبدأ رسميا إلا مع خلفه أوغيست وبذلك بدأت فترة ازدهار في المنطقة حيث أصبحت أفريقية مخزن حبوب روما.
ازدهرت مدن رومانية أخرى بالتزامن مع أرض قرطاج ومازالت الآثار شاهدة على بعض منها مثل دقة بولاية باجة والجم بولاية المهدية.هناك مدينة بلاريجيا وشمتو بجندوبة.
أدى نمو قرطاج السريع إلى تبوئها مكانة ثاني مدينة في الغرب بعد روما إذ ناهز عدد سكانها مائة ألف نسمة. وبدأ انتشار المسيحية في تلك الفترة والذي لاقى في البداية معارضة كبيرة من السكان ولم يحسم الأمر للدين الجديد إلا مع القرن الخامس وأصبحت قرطاج إحدى العواصم الروحية الهامة للغرب آنذاك.
التنافس الروماني القرطاجي حول الحوض الغربي للمتوسط أدى بهما إلى التصادم عسكريا في حروب ثلاثة عرفت بالحروب البونية بين قرطاج وروما اندلعت الأولى سنة 264ق م إلى 241م ق والتي سميت بحرب صقلية أما الثانية والتي سميت بحرب حنبعل فامتدت بين 219 و 201 ق.م لينتهي هذا الصراع بتخريب قرطاج وإحراقها خلال الحرب الثالثة 149-146 ق.م بعد ذلك تعددت محاولات إعادة إعمار قرطاج لكنها فشلت لأسباب مختلفة أهمها محاولة كايوس قراكوس ومحاولة يوليوس قيصر لكن اغتياله حال دون إتمام مشروعه. 27 ق.م يقرر أقتاوينوس ابن يوليوس قيصر بالتبني ومؤسس النظام الإمبراطوري إعادة بناء قرطاج (أقتاوينوس الملقب بأوغسطوس أول الأباطرة الرومان). بعد إتمام البناء أصبحت قرطاج عاصمة للولاية الرومانية الجديدة التي سميت إفريقيا البرونصلية والتي امتدت على كامل البلاد التونسية الحالية وجزء من شرقي الجزائر. إزدهرت المنطقة خلال العهد الروماني على جميع الأصعدة، من ذلك عمرانيا فالمجال التونسي احتوى خلال العهد الروماني على أكثر من 200 مدينة بكل معالمها الرومانية المعروفة ومن هذه المدن نذكر إضافة إلى قرطاج هدرومتوم (سوسة) نيابوليس (نابل) توقا (دقة) مكتريس (مكثر) سيكا فينيريا (الكاف) أوينا (أوذنة) تيسدروس (الجم) وغيرها من المدن التي أنشات أو أعيد تهيئتها على النمط الروماني لتوطين الجيوش وعائلاتهم والمهاجرين الإيطاليين. تميزت من بين هذه المدن قرطاج باعتبارها عاصمة الولاية وثالث مدينة في العالم الروماني بعد روما والقسطنطينية من حيث الحجم وعدد السكان فهي تمسح 315 هكتار وتعد حوالي مليون ساكن في أواخر القرن الثاني الميلادي. تعددت وظائف المدينة في إفريقيا البروقنصلية على غرار المدن الرومانية من سياسية وسكنية واحتوت جملة من العالم المتصلة بهذه الوظائف من فوروم (الساحة العمومية) والكابيتوليم (معبد الديانة الرسمية للدولة الرومانية) وحمامات ومسارح نصف دائرية ودائرية كمسرح مدينة تيسدروس. كما تميزت المنطقة عن سائر الولايات الرومانية بازدهار فن الفسيفساء الذي تأثر في إفريقيا البروقنصلية بالمدرسة الإسكندرية (أي اعتماد المكعبات متعددة الألوان) فقد انتشرت اللوحات الفسيفسائية في كامل مدن الولاية بل تنافس الأثرياء فيما بينهم في تزيين بلاطات منازلهم باللوحات الفسيفسائية وتنوعت المواضيع التي جسدتها هذه اللوحات، إذ نجد اليوم بالمتاحف التونسية لوحات تمثل مشاهد صيد، وأخرى بها مشاهد مصارعة كذلك نجد لوحات تبرز مشاهد عن الحياة اليومية، مشاهد عن الزراعة والأعمال الفلاحية، لوحات تبرز المعتقدات والآلهة....المجال الثاني الذي ميز الولاة الرومانية هو الفلاحة إذ سمت تونس خلال العهد الروماني (مطمور روما) وذلك لأهمية إنتاجها الفلاحي وخاصة إنتاج الحبوب وزيت الزيتون فخلال القرن الثالث الميلادي اغتنمت الولاية فرصة تدهور الاقتصاد الإيطالي لإحياء غراسة الأشجار المثمرة بعد أن قضي عليها أثر إحراق قرطاج سنة 146 ق.م وبفضل التقاليد الفلاحية المكتسبة منذ العهد القرطاجي وأيضا بفضل تعدد التشريعات والقوانين المشجعة على العمل في الفلاحة أضحت الولاية توفر كامل حاجيات روما الغذائية بمفردها وقدرت صادرات قرطاج من الحبوب إلى روما حسب المصادر الرومانية بحوالي 1.2 مليون قنطار هذا إضافة إلى بقية المنتوجات الأخرى كالزيوت والخمور. أيضا في مجال الفكر كان للولاية إسهاماتها في إثراء الحضارة الرومانية فروائع أبولوس لا تزال تثري إلى اليوم الأدب الغربي، وأبولوس من أصل إفريقي. كطلك في هذا الإطار نذكر القديس أوغسطينوس الذي عاش بين 350 و430 ميلادي والذي وضع فلسفة مسيحية أثرت في الفكر المسيحي الغربي حتى أزمنتنا الحديثة. في مجال السياسة والحكم كان لولاية إفريقيا البروقنصلية أيضا كلمتها فالعائلة السيفيرية التي حكم أبناؤها الإمبراطورية هي من أصل إفريقي وأشهر أبنائها الإمبرطور سيبتيموس سوريوس أو سيبتيم سيفار الذي حكم بين 193 و211 م.

### الفترة الوندالية
(431 – 533)
عبر الوندال مضيق جبل طارق في 429 م وسيطروا سريعا على مدينة قرطاج حيث اتخذوها عاصمة لهم. وكانوا أتباع الفرقة الأريانية والتي اعتبرتها الكنيسة الكاثوليكية آنذاك فرقة من الهراطقة كما اعتبرهم السكان برابرة وأدى ذلك إلى حملة قمع سياسي وديني واسعة ضد المعارضين.
بدأت مناوشات بين الوندال والممالك البربرية المتاخمة للدولة وكانت انهزام الوندال سنة 530 م الحدث الذي شجع بيزنطة على القدوم لطرد الوندال.
ينطوي تاريخ تونس على سجل حافل من الحقب التاريخية المهمة والفترات الزمنية الثرية بالأحداث مما يجعل هذه الأحقاب جديرة بالدراسة والبحث والتنقيب قصد استجلاء تفاصيلها وسبر أغوارها وتتبع حركات الاندفاع والإشراق فيها. ومن بين هذه الفترات التاريخية فترة المملكة الوندالية بأرض تونس من 439 إلى 533 للميلاد، والونداليون (فرع من الجرمانيين) هم ورثة الامبراطورية الرومانية، تركوا إسبانيا وغزوا إفريقيا الشمالية عبر البحر المتوسط تحت قيادة ملكهم جنسريق، وكان ذلك تحت ضغط القوط الغربيين.
وستحظى فترة الونداليين بمعرض خاص تنظمه وزارة الثقافة والمحافظة على التراث بالتعاون مع المعهد الوطني للتراث ومتحف “كالشرو” الألماني تحت عنوان “ورثة الامبراطورية الرومانية المملكة الوندالية” الذي سيفتتح يوم 24 أكتوبر 2009 في ألمانيا.
ويتواصل العرض على امتداد أربعة أشهر وهو يشتمل على قطع أثرية هامة تؤرخ للفترتين الوندالية والبيزنطية تم انتقاؤها بكل عناية من مختلف المتاحف التونسية.
وقد سبق أن عرض متحف “كالشرو” الألماني مثل هذه التظاهرات الثقافية التي تعرف بثراء تاريخ تونس لعل اهمها معرض حنبعل وقرطاج وكان ذلك سنة 2005 والذي لاقى نجاحا باهرا بلغ صداه جميع البلدان الأوروبية.
وتعود أصول متحف “كالشرو” إلى القرن السادس عشر ويحتوي على مجموعة من التحف النادرة ترجع إلى العصور القديمة وبعض القطع الفنية التي جمعت على مر الزمن من خلال جهود الأسرة الدوقية الكبرى بادن وبعد عام 1945 تم تطوير المتحف من خلال عمليات توسعة للمساحة التي يشغلها ومن ثم أصبح هذا المعلم من المتاحف الألمانية الكبرى ذات السمعة الدولية المرموقة.
كما ستمثل هذه التظاهرة مناسبة لاكتشاف شواهد أثرية للحقبة البيزنطية الممتدة من 533 إلى 647 للميلاد بالإضافة إلى قطع فريدة تؤرخ لبداية الحضور العربي الإسلامي بتونس مثل صفحات من القرآن الكريم وعدد من الشواهد الجنائزية والقطع الخزفية والبلورية.
ويقدم المعرض كذلك قطعا أثرية متنوعة أخرى يناهز عددها 318 قطعة تم اختيارها من متاحف وطنية وجهوية تونسية مثل متاحف قرطاج وباردو وأوذنة وبوبوت وهرقلة ومكثر وحيدرة وسبيطلة وتلابت وهي تعكس ابداعا في فن الخزف والفسيفساء والحلي الوندالى إضافة لكنز “مدينة شمتو” ومنحوتات وتماثيل وتوابيت.
وعلى هامش تنظيم المعرض سيتولى عدد من الباحثين من المعهد الوطني للتراث تقديم محاضرات تتمحور حول التاريخ القديم للبلاد التونسية وتطور المتاحف ودورها في دعم السياحة الثقافية.
وكان الوندال قد سيطروا على نوميديا وما يليها غرباً واتخذوا من بونة عاصمة مملكتهم واستغلوا في ذلك ضعف روما وتمزقها وكذلك اشتغال الرومان بحرب القوط، فلم يهمل ملك الوندال “جنسريق” هذه الفرصة وذهب إلى قرطاجنة ففتحها من غير عناء واستولى على البروقنصلية وتم له بذلك الاستيلاء على تونس والجزائر ومراكش وذلك سنة 439م.
وقد أقام جنسريق في إفريقيا دولة عظيمة حسب التقاليد الجرمانية التي لم يتردد في إدخال تغييرات عليها كلما اقتضى الأمر ذلك ولقد استقام لملك الوندال والآلان منذ سنة 442م ملك مطلق.
وتعود سرعة احتلال الوندال لشمال إفريقيا إلى مساعدة البربر لهم والسبب في ذلك أنهم كانوا ينفرون من سلطة روما ويطمحون إلى الاستقلال.

### الفترة البيزنطية
سيطر البيزنطييون بسهولة على قرطاج سنة 533 م ثم انتصر الجيش البيزنطي والذي على الخيل الوندالية والتي كانت أقوى تشكيل في جيش الوندال. واستسلم آخر ملك وندالي سنة 534 م.
هجر أغلب الشعب الوندالي قسرا إلى الشرق أين أصبحوا عبيدا بينما جند الباقون في الجيش أو كعمال في مزارع القمح.
سرعان ما عاد الحكام الجدد إلى سياسة القمع والاضطهاد الديني كما أثقلوا كاهل الناس بالضرائب مما حدى بهم إلى الحنين إلى سيطرة الوندال على مساوئهم.

## الفترة الإسلامية
شهدت هذه الفترة تطورا كبيرا في العمران والعلوم والفكر.
سكن الفينيقيون أو البونيقيون شمال أفريقيا منذ 1900 إلى 146 ق م وأسسوا قرطاج سنة 814 ق م بقدوم شخصية أسطورية تحكمهم يقال أنها تسمى «عليسة»، قدموا من صور بلبنان وأقاموا معابد وحكموا البلاد قرونا حتى ضعفت صور بسقوطها بأيدي نبوخذ نصر سنة 573 ق م، فعظم دور قرطاج التي اصطدمت بروما في الحروب البونيقية الثلاثة إلى أن سقطت ودمرت بيد الرومان سنة 146 ق م، فحكموها خمس قرون وتسارعت حركة انتشار الحضارة الرومانية في القرن الثاني والثالث بعد الميلاد وظل الأفارقة السكان الأصليون البرابرة لشمال أفريقيا يعانون من العنصرية الرومانية إذ ليس من السهل الحصول على «مرتبة المواطن الروماني».
وأنتقلت المسيحية إلى روما عن طريق الحواري Pierre في عهد حاكم روما آنذاك، وصارت المسيحية الديانة الرسمية لروما في عهد الإمبراطور Constantin سنة 313 م ولم تعرف إفريقية انتشارا للمسيحية بحكم انحسارها في طبقة الرومانيين الأصليين إلى قدوم القديس أوغسطين (354 – 430 م)، المولود بسوق أهراس، (طاغاست) بالجزائر والذي درس بقرطاج، عرفت المسيسحية طريقا إلى شمال أفريقيا.
وفي سنة 429 م نزل الوندال، وهم أقوام من الدانمارك، واحتلوا تونس تحديدا واستقروا بقرطاج، ولم يلبث أن سقط عرش الوندال سنة 533 م بنزول جيش القسطنطينية «البيزنطيون» بكاب أفريكا ما يعرف بالشابة اليوم، الذين حكموا شمال إفريقيا (على السواحل) وأحيوا المسيحسة الأرتدكسية التي أتوا بها من المشرق، وبقيت شمال إفريقيا تمول روما والقسطنطينية بالحبوب والمنتجات الزراعية إلى أن عرفت «بمطمورة روما».

### الفتح الإسلامي
استقر الإسلام في المنطقة بعد ثلاث فتوحات متتالية عرفت مقاومة كبيرة من الأمازيغ بينما لم تُعَرّب شعوب المنطقة إلا بعد ذلك بقرون طويلة.
كانت أولى الفتوحات سنة 647م وعرفت بفتح العبادلة لأن قادتها يحملون اسم عبد الله وقد كان اسم المعركة الآخر هو معركة سبيطلة حيث دخلوا المدينة وقتلوا حاكمها جرجيريورس أو كما كانوا يسمونه جرجير وأسروا ابنته.
وقعت الحملة الثانية سنة 661م وانتهت بالسيطرة على مدينة بنزرت. أما الحملة الثالثة والحاسمة فكانت بقيادة عقبة بن نافع سنة 670م وتم فيها تأسيس مدينة القيروان والتي أصبحت فيما بعد القاعدة الأمامية للحملات اللاحقة في إفريقية والأندلس. إلا أن مقتل عقبة بن نافع سنة 683م على يد كسيلة أفقد العرب السيطرة وقتيا على القيروان واضطر العرب إلى حملة رابعة ونهائية بقيادة حسان بن النعمان سنة 693م أكدت سيطرة المسلمين على إفريقية رغم مقاومة شرسة من الأمازيغ بقيادة الكاهنة ديهيا. وتمت السيطرة على قرطاج سنة 695م ورغم بعض الانتصارات للأمازيغ واسترجاع البيزنطيين لقرطاج سنة 696م فإن المسلمين سيطروا بصفة نهائية على المدينة في 698م وقُتلت الكاهنة ديهيا في السنة نفسها.
لم تسترجع قرطاج هيبتها بعد ذلك وتم استبدالها بعد ذلك بميناء تونس القريب والذي كان مركز انطلاق للغزوات في البحر باتجاه صقلية وجنوب إيطاليا.
بعد ذلك اتجه المسلمون إلى القرى البريك ونشروا الإسلام في صفوف الأمازيغ الذين أصبحوا من ذلك الحين رأس الحربة في الفتوحات اللاحقة وخاصة في الأندلس بقيادة طارق بن زياد.
احتوت مدينة القيروان على العديد من مراكز تعليم الإسلام إلا أن بعد إفريقية عن المشرق مهد الديانة ومركز الحكم أدى إلى انتشار الفرق الإسلامية التي لا تنتمي إلى أهل السنة وخاصة الفكر الخارجي.
انتشر الإسلام في مكة ببعثة النبي محمد، فدخل الناس في الإسلام، ولما توفي النبي محمد كان الإسلام قد عم جزيرة العرب، ثم انتشر الصحابة خارجها فاتحين وناشرين لدعوة الأسلام. وفي أقل من ربع قرن أتموا فتح كل من العراق وبلاد الشام ومصر، وما إن أتم المسلمون الفتح النهائي لمصر سنة 21 هـ حتى سارع عمرو بن العاص ففتح برقة (بين الإسكندرية وطرابلس بليبيا) سنة 22 هـ، وطرابلس سنة 23 هـ، وترك جزءا من جيشه للحفاظ على البلاد المفتوحة ونشر الإسلام بين أهلها لمن رغب فيه. وكان ضمن هذه الحامية عقبة بن نافع الفهري الذي كان له بعد ذلك شأن عظيم في تاريخ إفريقية والمغرب.
ولما شارف عمرو بن العاص على إفريقية (تونس) ليفتحها أرسل يستشير أمير المؤمنين عمر بن الخطاب فكان الجواب «لا».
ففي هذه السنة 22 هـ بات عمر بن الخطاب ليلة مهموما يفكر من يولي على الكوفة وقد رفض أهلها أن يولى عليهم عمار بن ياسر ومن بعده أبو موسى الأشعري فكانت ولاية الكوفة مبعثة للقلق، وأمام تقدم فتوحات المسلمين في أرض البحرين وفارس والسند والترك والأكراد ومصر قلق عمر بن الخطاب وأحس بتسارع الأحداث، فلما أراد عمرو ابن العاص أن يتوغل باتجاه الروم (تونس) منعه من ذلك، ثم كان يوم الأربعاء 27 ذي الحجة سنة 23 هـ الموافق لـ 3 نوفمبر 644 م هو اليوم الذي طعن فيه عمر بن الخطاب بخنجر أبي لؤلؤة المجوسي ودفن يوم الأحد 7 نوفمبر 644 م الموافق للأول من 24 هـ، فدفن معه العدل في ذلك اليوم.
إلى أن جاءت ولاية عثمان بن عفان يوم الأربعاء 4 محرم 24 هـ، فعزل عمرو بن العاص سنة 26 هـ وولى عبد الله بن سعد بن أبي سرح على مصر فسار ومعه عقبة بن نافع الفهري على رأس جيش يضم عشرين ألفا، قال الطبري خرج منهم عشرة آلاف من قريش والأنصار والمهاجرين، وعرفت هذه الغزوة «بغزوة العبادلة السبع» والتي جرت أحداثها بمدينة سبيطلة سنة 27 هـ الموافق لـ 648 م حيث قتل قائد الجيش الأمازيغي جرجير وأصاب المسلمون من هذه الغزوة أموالا لم يصيبوا مثلها، فكانت إفريقية من أعظم الفتوح عند المسلمين، قال الطبري كانت أحسن امة سلاما وطاعة وأهل إفريقية من أحسن أهل البلدان وأطوعهم إلى ولاية هشام بن عبد الملك، حتى دب إليهم أهل العراق فاستثاروهم وشقوا عصاهم وفرقوا بينهم .
عبد الله بن سعد بن أبي سرح القرشي العامري، كان يكتب للنبي فأزله الشيطان فلحق بالكفر فأمر النبي أن يقتل يوم الفتح، فلما كان يوم فتح مكة اختبأ عبد الله عند عثمان بن عفان (وهو أخوه لأمه) فجاء به حتى أوقفه على النبي وهو يبايع الناس، فقال يا رسول الله بايع عبد الله (بن أبي سرح) ! فبايعه بعد ثلاث أيام، ثم أقبل على الصحابة فقال: ما كان فيكم رجل رشيد يقوم إلى هذا (يقصد عبد الله بن أبي سرح) حين رآني كففت يدي عن مبايعته فيقتله.
العبادلة السبعة: أشهرهم عبد الله بن عمر بن الخطاب، وعبد الله بن الزبير بن العوام وعبد الرحمن بن أبي بكر الصديق وعبد الله بن عمرو بن العاص.

### الدولة الأغلبية

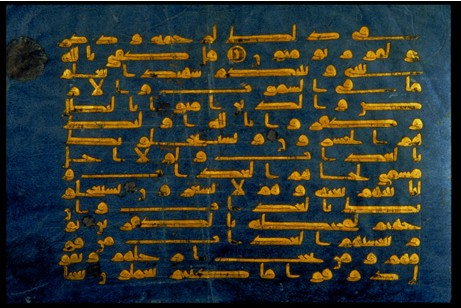
المصحف الأزرق الذي يرجع إلى القرن الرابع للهجرة

بقيت القيروان عاصمة لولاية أفريقية التابعة للدولة الأموية حتى 750م ثم الدولة العباسية ولم تشهد المنطقة حكما مستقلا إلا بقيادة إبراهيم ابن الأغلب مؤسس الدولة الأغلبية بقرار من هارون الرشيد سنة 800م والذي كان يريد بذلك وضع سد أمام الدويلات المنتشرة في غرب أفريقية أين انتشر الفكر الخارجي.
دام حكم الأغالبة 109 سنوات وازدهرت خلاله الحياة الثقافية وأصبحت القيروان مركز إشعاع كما شهدت نفس الفترة تأسيس أسطول بحري قوي لصد الهجومات الخارجية والذي مكن أسد بن الفرات لاحقا من فتح جزيرة صقلية.

### الدولة الفاطمية

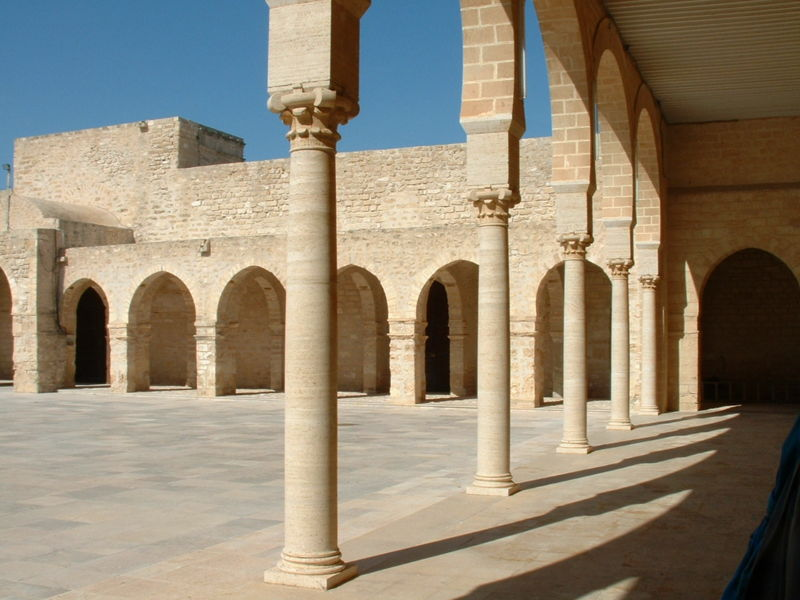
الجامع الكبير بالمهدية الذي يرجع إلى العصر الفاطمي

شكل وصول بني أمية إلى سدة الحكم بعد مقتل الإمام علي نقطة انطلاق تنظيم الشيعة العلويين وتحلقهم حول ذرية الإمام من السيدة فاطمة الزهراء، الحسن والحسين. كما أعطى مقتل الإمام الحسين شحنة جديدة زادت من تكتلهم ومن تقوية صفوفهم وذلك حتى نهاية الحكم الأموي.
لم يتغير وضع الشيعة كثير بعد وصول أبناء أعمامهم العباسيون إلى الحكم مما زاد شعورهم بالإحباط والكبت. وفي عهد الخليفة المنصور ظهرت عدة فرق في صفوف الشيعة لعل أهمها وأكثرها تنظيما سواء من ناحية العقدية أو السياسية الفرقة الاسماعيلية أتباع إسماعيل بن جعفر الصادق.
بوفاة إسماعيل بن جعفر بدأت فترة الأئمة المستورين الذين لم يكن لهم مشاركة في الحياة السياسية وهم: الوافي أحمد والتقي محمد والزكي عبد الله والتي انتهت بظهور المهدي عبد الله والمعروف أكثر باسم عبيد الله المهدي.
استطاع عبد الله الشيعي في غضون 7 سنوات الاستيلاء على أغلب مناطق شمال إفريقيا وذلك بمساعدة بعض القبائل البربرية التي استجابت إلى دعوته واعتنقت المذهب الإسماعيلي. وبعد انتصارهم على الجيش الأغلبي دخل عبيد الله رقادة يوم الخميس 20 ربيع الثاني سنة 296 هـ/6 جانفي 909 م والتي كان زيادة الله الثالث قد تخلى عنها. أسس عبيد الله المهدي عاصمة جديدة سماها المهدية، تداول على الخلافة الفاطمية في المهدية من الخلفاء أربعة وهم عبيد الله المهدي فالقائم بأمر الله فالمنصور فالمعز لدين الله. دام حكم الفاطميين في تونس 64 عاما عرفت فيها البلاد ازدهارا كبيرا. عام 969 تمكن الفاطميون من فتح مصرعلى يدي جوهر الصقلي الذي أسس القاهرة، لينقلوا إليها عاصمتهم عام 973.استخلف المعز على إفريقية بلكين بن زيري الصنهاجي وبذلك تأسست الدولة الصنهاجية.

### الدولة الصنهاجية
لما انتقل الفاطميون إلى مصر ولوا على إفريقية أميرا من أصل أمازيغي يدعى بلكين بن زيري بن مناذ الصنهاجي. استطاع بلكين القضاء على الفتن والثورات القبائلية المجاورة على حدود البلاد مما مكنه من تعزيز حكمه والاحتفاظ بالأراضي الشاسعة التي ورثها عن الفاطميين. في بداية القرن الحادي العشر خرج والي أشير حماد بن بلكين عن سلطة الصنهاجيين مما أدخل الطرفين في حرب طاحنة دامت عدة سنوات. فقد الصنهاجيون شيئا فشيئا جزءا كبيرا من المغرب الأوسط (الجزائر) لتقتصر في النهاية رقعة دولتهم أساسا على تونس وصقلية.
شهدت البلاد في عهد الصنهاجيين نهضة عمرانية وثقافية واقتصادية كبيرة، فازدهرت الزراعة في أنحاء البلاد بفضل انتشار وسائل الري، ووقع تشييد العديد من القصور والمكتبات والأسوار والحصون، فيما أصبحت عاصمتهم القيروان مركزا هاما للعلم والأدب.
عام 1045 أعلن الملك الصنهاجي المعز بن باديس خروجه عن الخلافة الفاطمية في القاهرة وانحيازه إلى الخلافة العباسية في بغداد. قامت قيامة الخليفة الفاطمي المستنصر بالله الذي أذن، بإيعاز من وزيره أبو محمد الحسن اليازوري، للقبائل البدوية المتمركزة في الصعيد بالزحف نحو تونس. أدى زحف القبائل البدوية (أساسا بنو هلال وبنو سليم) إلى تمزيق أوصال الدولة الصنهاجية وإلى خراب عاصمتهم بعد تعرضها للسلب والنهب.
بعد الغزو الهلالي أصبحت البلاد مقسمة بين عدة دويلات أهمها إمارة بنو خرسان في مدينة تونس والوطن القبلي، ومملكة بنو الورد وعاصمتها بنزرت، ومملكة بنو الرند وعاصمتها قفصة فيما حافظ الصنهاجيون على منطقة الساحل وإتخذوا من المهدية عاصمة لهم.

### الفترة الموحدية
عام 1060 انتهز النورمان انهيار الدولة الصنهاجية ليستولوا على صقلية لتصبح البلاد عرضة لغاراتهم. في عام 1135 تمكن روجيه الثاني من احتلال جزيرة جربة تبعها عام 1148 احتلال المهدية، سوسة، وصفاقس. استنجد الملك الحسن بن علي الصنهاجي بعبد المؤمن بن علي مؤسس الدولة الموحدية في المغرب لطرد الغزاة. استطاع الموحدون في السنوات التالية استرجاع كامل الأراضي التونسية من النورمان ليصبحوا مسيطرين على معظم أجزاء المغرب الكبير وجزء من الأندلس.

### الدولة الحفصية

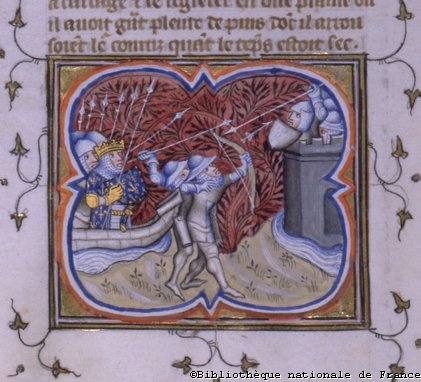
حصار مدينة تونس أثناء الحملة الصليبية الثامنة

راية الحفصيين

عام 1207 ولى الموحدون على إفريقية أحد أتباعهم وهو أبو محمد بن عبد الواحد بن أبي حفص ابن الشيخ عبد الواحد بن أبي حفص الذي رافق محمد بن تومرت أثناء دعوته. عام 1228 تمكن أبو زكريا يحيى بن حفص من الانفراد بالمنصب لصالحه وأعلن منذ ديسمبر 1229 استقلاله عن الموحدين. إتخذ أبو زكريا مدينة تونس عاصمة له وإتخذ لنفسه لقب السلطان. عام 1249 خلف أبو أبو زكريا إبنه عبد الله محمد المستنصر الذي أعلن نفسه خليفة للمسلمين عام 1255. تعرضت البلاد عام 1270 إلى غزوة صليبية قادها لويس التاسع ضمن الحملة الصليبية الثامنة. شهدت الدولة بعد وفاة المستنصر عام 1277 عدة صراعات خلافة تخللتها عدة ثورات لقبائل جنوب البلاد، ولم تسترجع الدولة وحدتها إلا في عهد أبو يحي أبو بكر. استرجعت الدولة سالف مجدها في عهد أبو العباس أحمد وأبو فارس عبد العزيز الذان شهدت البلاد في عهدتها ازدهار التجارة والملاحة. دخلت الدولة في أواخر القرن الخامس عشر حالة من الركود تخللتها حروب خلافة وأصبحت منذ 1510 عرضة لغارات الإسبان.

### الحقبة الإسبانية
دخلت الدولة الحفصية سنة 1535 في صراع خلافة بين السلطان أبو عبد الله محمد الحسن وأخيه الأصغر رشيد. طلب الأخير العون من العثمانيين الذين تمكنوا من الاستيلاء على العاصمة بقيادة خير الدين بارباروسا (دون إرجاع رشيد على العرش). استنجد أبو عبد الله محمد الحسن بشارل الخامس، ملك إسبانيا الذي جهز جيشا قوامه 33,000 رجل و400 سفينة بالتحافل مع الدول البابوية، جمهورية جنوة ونظام فرسان مالطا. تمكن الإسبان من القيام بإنزال شمالي العاصمة في 16 يونيو، ثم بالاستيلاء على ميناء حلق الوادي، ثم تمكنوا من دخول العاصمة في 21 يوليو. أعيد تنصيب السلطان حسن على العرش لكنه أجبر على المصادقة على معاهدة تضع البلاد عمليا تحت الحماية الإسبانية. استمر في السنوات التالية الصراع بين الإسبان وحلفاءهم والعثمانيين. تمكن العثمانيون في النهاية سنة 1574، من طرد الإسبان نهائيا بعد الانتصار عليهم في معركة تونس.

## الحكم العثماني

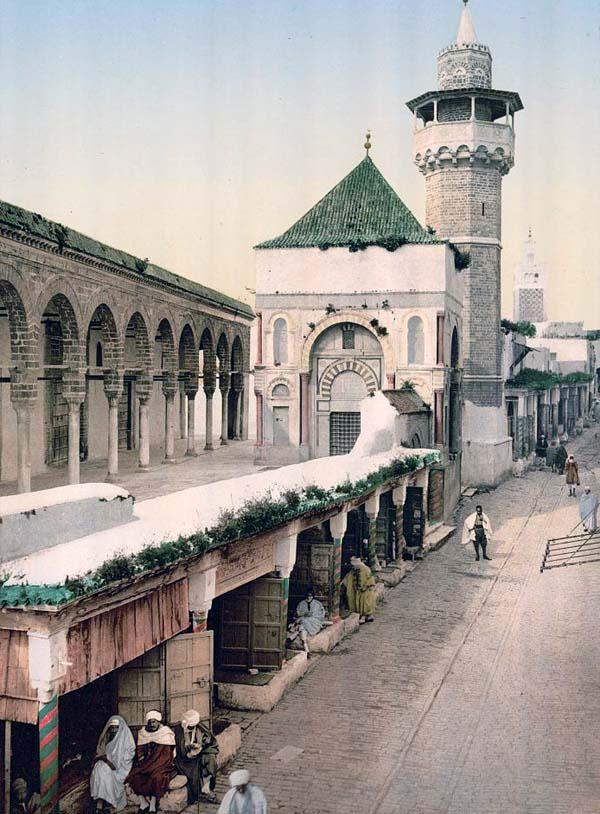
جامع يوسف داي الذي بني عام 1616

تحولت تونس إلى إيالة عثمانية سمي على رأسها باشا يمثل السلطان يساعده مجلس ديوان متكون من كبار ضباط الجيش الانكشاري فيما آلت الأمور القضائية والدينية إلى قاضي حنفي. ولإن تمكن العثمانيون من السيطرة على المدن الكبرى بقيت عدة مناطق داخلية خارجة عن سلطتهم. وفي 1581 قام أحد الأمراء الحفصيين أحمد بن محمد بمحاولة لاستعادة الحكم انطلاقا من إيطاليا فقام بإنزال بحري ناجح في خليج قابس وتمكن في بادئ الأمر من الانتصار على القوات العثمانية إلا أن محاولاته لاقتحام العاصمة باءت بالفشل. وقد أدى التمرد داخل البلاد والخطر الإسباني خارجها إلى طغيان الجانب العسكري على الحكم. وفي 18 أكتوبر 1591 قام صغار الضباط الانكشاري بحركة تمرد تمكنوا على إثرها من فرض تغيير على تركيبة الحكم في الإيالة إذ أصبح الحكم الفعلي في يد مجلس الديوان الذي انتخب على رأسه داي، في حين أصبح حكم الباشا رمزيا. لم يدم الحكم الجماعي للديوان طويلا إذ سرعان ما انفرد الداي بالسلطة وقد توالى عدة دايات على المنصب من أبرزهم عثمان ويوسف داي. شهدت البلاد في أواخر القرن السادس عشر وبداية القرن السابع عشر ازدهارا واسعا بفضل مداخيل الجهاد البحري وحلول الأندلسيين المطرودين من إسبانيا الذين أدخلوا حيوية لقطاع الفلاحة ولصناعات النسيج. عام 1609 أحدث منصب الباي لتولي جمع الضرائب وإخضاع القبائل المتمردة على رأس مؤسسة عسكرية سميت بالمحلة. عام 1613 سمي مملوك ذو أصل كورسيكي يدعى جاك سانتي في منصب الباي وقد استطاع من كسب ثقة الباب العالي بعد إخماده لعدة حركات تمرد قبلية فرفع إلى رتبة باشا عام 1631 وقبل وفاته قام بتوريث المنصب لابنه حمودة الذي استطاع تدريجيا تهميش دور الدايات وتوريث الحكم بدوره لصالح ذريته لتصبح البلاد عمليا مستقلة من الحكم العثماني.
أرسل العثمانيون سنان باشا على رأس قوة بحرية إلى تونس فاحتلها عام /1574م/ وأصبح والياً عليها برتبة باشا، وقام بتنظيم الإدارة العسكرية والمدنية، حيث ولّى قيادة الانكشارية للدايات ويرأسهم الآغا، كما عين باياً للجباية. ولكن أمر الدايات ضعف على يد البايات وأولهم مراد باي عام (1022هـ/1613م) الذي يعد مؤسس أسرة البايات المرادية التي حكمت تونس إلى أن تمكن حسين بن علي تركي من حكم البلاد وتأسيس الأسرة الحسينية التي حكمت تونس حتى عام 1376هـ/1957م وانتهت بقيام الجمهورية التونسية.
من أشهر أفراد الأسرة الحسينية أحمد باشا باي (1253-1271هـ) الذي قام بإصلاحات داخلية هامة، فأبطل الرقّ وشجّع التعليم وأحلّ اللغة العربية بدلاً من التركية واهتم كثيراً بالجيش فأنشأ مدرسة حربية عصرية كما اهتم بتسليح الجيش بالأسلحة الحديثة وساعد الدولة العثمانية في حربها في القرم (1854م) مما كلف البلاد أموالاً طائلة وأدى إلى إفلاس الدولة وزيادة النفوذ الأجنبي عامة والفرنسي خاصة. ومحمد باي الثاني (1271-1276هـ) الذي أجرى عدة إصلاحات هامة، وأصبحت تونس في عهده ملكية دستورية، وصدرت جريدة الرائد التونسي.
ومنهم أيضاً محمد الصادق الذي أنشأ مجلس الشورى عام 1277هـ وحاول النهوض بالدولة، ولكن بتأثير بطانته الفاسدة ازدادت المصاعب المالية، فلجأ إلى الاقتراض من المصارف الأوربية وزيادة الضرائب، مما أدى إلى انتفاضة القبائل التي قُمعت بعنف ونجم عنها أسوأ النتائج، وأعلنت الدولة عجزها المالي وتشكلت اللجنة المالية المختلطة فكان هذا بداية السيطرة الأجنبية. وقد حاول الوزير خير الدين مواجهة الضغوط الأجنبية بإصلاحاته المالية التي لم ترضِ فرنسة وأصحاب المصالح من الأهلين وتمكنوا من عزله عام 1877م.
ازدادت الأمور سوءاً بعد ذلك وأصبحت تونس مهيأة للاحتلال الأجنبي في ظل التنافس الاستعماري، وخاصة بعد احتلال الجزائر من قبل فرنسة عام 1830م وتنازل بريطانية لفرنسة عن تونس في أعقاب مؤتمر برلين 1878.

### المراديون

راية المراديين

استمر تولي حمودة باشا منصب الباي 35 عاما استطاع فيها تدعيم سلطته على حساب الدايات. فعلى عكس الدايات التي كانت سلطتهم محدودة في العاصمة استطاع الباي فرض نفوذه في باقي البلاد بفضل عائدات الجباية وانفتاحه على أعيان التجمعات الداخلية وتحالفه مع القبائل. شهدت البلاد في فترة تولي حمودة باشا منصب الباي، نهضة عمرانية بإنشاء عدة أسواق وبنايات كجامع حمودة باشا ودار حمودة باشا ودار الباي. بعد وفاته عام 1666 خلفه ابنه مراد باي الثاني الذي استطاع التغلب على الداي حاج علي لوز الذي حاول إزاحته من منصب الباي. بعد وفاته دخل أولاده الثلاثة في سلسلة صراعات على الحكم أضعفت البلاد. وآل الحكم على التوالي ابتداء من 1675 إلى 1698، إلى علي الأول (1675 - 1688)، محمد الثاني (1688 - 1695)، ثم رمضان باي المرادي (1695 - 1698). عام 1698 تمكن مراد الثالت من الإطاحة بعمه رمضان إلا أن حكمه لم يستمر طويلا إذ اغتاله آغا الصبائحية إبراهيم الشريف بأمر من العثمانيين ولينتهي بذلك حكم البايات المراديين. كافأ الباب العالي الشريف بتعيينه بايا ودايا في نفس الوقت وبقي محافظا على الحكم إلى أسره من طرف داي الجزائر ليحصل فراغ في السلطة استغله مساعده حسين بن علي ليتولي منصب الباي ليكون بذلك أول البايات الحسينيين.

## الدولة الحسينية

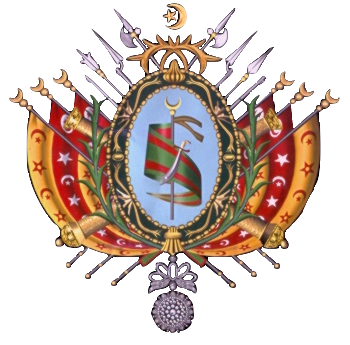
راية الحسينيين

يعود أصول حسين بن علي من جهة والده إلى جزيرة كريت التي كانت تابعة للإمبراطورية العثمانية، في حين تنتمي أمه إلى قبيلة شنوف العربية. تولى الحكم في 15 جويلية 1705 وقد اعتمد أولا على العنصر التركي قبل يأخذ شيئا فشيئ ثقة جزء من أعيان البلاد. عرفت البلاد أولا استقرارا بعد اضطرابات أواخر العهد المرادي إلا أنها دخلت في حرب أهلية بعد تمرد ابن أخ الباي علي باشا الذي استعان بداي الجزائر واستطاع التغلب على حسين بن علي الذي اعدم. وأصبحت آلية انتقال السلطة لصالح كبير العائلية الحسينية مهما كانت قرابته بالباي وقد بقي التقليد فاعلا إلى نهاية الحكم الحسيني عام 1957. تداول على الحكم بعد وفاة علي باي الأول كل من محمد الرشيد بن حسين (1756-1759) وعلي باي بن حسين (1759-1782) ثم حمودة باشا (1782-1814) الذي شهدت البلاد في عهده ازدهارا اقتصاديا ومعماريا. عرفت الإيالة التونسية، التي ظلت تتمتع باسقلالية كبيرة عن الباب العالي، فترات عصيبة في عهدي عثمان بن علي ومحمود باي بسبب انحسار الجهاد البحري وانتشار الأوبئة وتتالي حركات التمرد للانكشارية. تواصل ركود البلاد طوال عهدي حسين باي بن محمد (1834-1835) ومصطفى باي بن محمد (1835-1837). وقد حاول أحمد باي في فترة حكمة (1837-1855) تطوير الجيش إلا أن قلة الموارد المالية أدت إلى تدهور ميزانية الدولة. وفي 1859 قام محمد باي بإصدار عهد الأمان كأول وثيقة أساسية تضمن حقوق المواطنة وفي عهد الصادق باي أصدر عام 1861 أول دستور للبلاد لكن أوقف العمل به بعد ثورة 1864 الشعبية التي اندلعت بعد مضاعفة الضرائب انطلقت من القصرين. ازدادت الأزمة المالية حدة في السنوات التالية لتصبح البلاد خاضعة لكومسيون مالي فرضته عليها الدول الأوروبية بعد استحالة الحكومة تسديد ديونها الخارجية. ومما زاد الطين بلة في تلك الفترة الفساد الحكومي وتوالي الفضائح المالية ورغم محاولات الوزير الأكبر خير الدين باشا الإسراع بالإصلاحات إلا أن الأزمة ظلت مستفحلة مما ولد أطماع فرنسا وإيطاليا اللتان أصبحتا تتنافسان علنا على البلاد. وفي 1881 استغل الفرنسيون مناوشات على الحدود مع الجزائر التي يحتلونها منذ 1830 لغزو الإيالة، ورغم مقاومة عدة مناطق للقوات الفرنسية إلا أن الصادق الباي أجبر على إمضاء معاهدة باردو التي أصبحت على إثرها البلاد خاضعة للحماية فرنسية.

## الحماية الفرنسية

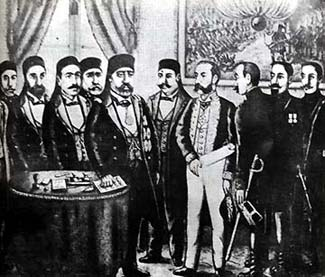
توقيع معاهدة باردو

أبقى الفرنسيون على نظام البايات إلا أن السلطة الفعلية كانت في يد مقيم عام فرنسي يساعده مراقبون مدنيون. أصبحت الشؤون الخارجية والدفاع وأغلب المسائل المالية من مشمولات فرنسا. وفي جوان 1883 وقع علي باشا باي، الذي خلف الصادق باي، على اتفاقية المرسى التي عمقت الهيمنة الفرنسية. في الجنوب، التي ظلت المقاومة فيه مستعرة شهورا بعد انتصاب الحماية، قام الفرنسيون بإنشاء منطقة عسكرية سميت بالتراب العسكري يشرف عليها مكتب الشؤون الأهلية. سعى الفرنسيون إلى تطوير البنية التحتية لا سيما في الحوض المنجمي حيث يستخرج الفوسفاط، ووقاموا بإنشاء خطوط لسكك الحديد وبعث عدة بنوك في حين استولى معمرون فرنسيون على أراضي فلاحية شاسعة كانت تابعة للأحباس.
سياسيا لم يكن هناك معارضة منظمة لنظام الحماية في السنوات الأولى خصوصا بسبب القوانين العسكرية الصارمة، إلا أن عددا من المثقفين على رأسهم علي باش حانبة والبشير صفر أنشئوا عام 1907 حركة الشباب التونسي لتدافع عن حقوق التونسيين. لم تعمر الحركة طويلا إذ تصدت لها سلطات الحماية. وفي 1911 تصاعدت حدة احتجاجات التونسيين باندلاع أحداث الجلاز تم بمقاطعة ترامواي تونس (1912)، وفي كل مرة جابهها الفرنسيون بإقامة محاكمات بالمشاركين فيها. وفي أثناء الحرب العالمية الأولى جند آلاف التونسيين للعمل في الجيش الفرنسي، في حين اندلعت في الجنوب مقاومة مسلحة دامت أكثر من عامين. بعد انتهاء الحرب، وفي مناخ إعلان الرئيس الأمريكي ويلسون عن حق الشعوب في تحقيق مصيرها، أسس الحزب الحر الدستوري الذي نادى بالإصلاح دون المطالبة علنا بالاستقلال، وقد لاقى الحزب مباركة ضمنية من الناصر باي إلا أن ضغوط المقيم العام جمحت حركة الحزب ليجبر زعيمه عبد العزيز الثعالبي إلى اللجوء إلى المنفى. وفي 1924 ظهرت جامعة عموم العملة التونسية كأول نقابة وطنية غير أنها لم تعمر طويلا لينفى باعثها محمد علي الحامي بدوره إلى الخارج.

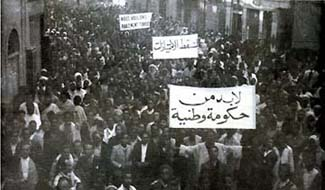
جزء من مظاهرة 9 أفريل

في بداية الثلاثينات شحن الجو في البلاد على خلفية الأزمة العالمية التي كانت لها آثار عميقة على النشاط الاقتصادي المحلي، ومما زاد الطين بلة انتظام المؤتمر الأفخارستي بقرطاج وأحداث التجنيس التي اندلعت بسبب رفض الأهالي دفن المجنسين بالجنسية الفرنسية بالمقابر الإسلامية. وفي تلك الأجواء برزت مجموعة ممن درسوا في الجامعات الفرنسية يقودهم الحبيب بورقيبة بكتاباتها الصحفية لتنضم للجنة التنفيذية للحزب الحر الدستوري لكنها ما لبثت أن انشقت عنه لتؤسس في مارس 1934 حزبا سمي بالحزب الحر الدستوري الجديد.
استطاع الحزب الجديد اكتساب تعاطف عدد كبير من المناصرين وتوسعت رقعة مؤيديه لتشمل فئات جديدة ومناطق لم تكن للحزب القديم حضور فيها. لم يدم نشاط بورقيبة ورفاقه طويلا إذ وقع إبعادهم إلى الجنوب في سبتمبر 1934 ولم يخلى سبيله إلا عام 1936. وفي 9 أبريل 1938 اندلعت مظاهرات ضخمة للمطالبة بإحداث إصلاحات لنظام الحماية إلا أنها قمعت من طرف الفرنسيين مما أسفر عن عشرات القتلى والجرحى في حين حظر الحزب الحر الدستوري الجديد واعتقل قادته مرة أخرى. بقيت البلاد في مأمن من معارك الحرب العالمية الثانية في سنواتها الأولى إلا أنه في عام 1942 دخلتها القوات الألمانية والإيطالية المتقهقرة من ليبيا لتصبح البلاد ساحة للمعارك بعد غزو شمال إفريقيا من طرف الحلفاء الذين دخلوا العاصمة التونسية في ماي 1943. لم تحدث المعارك فقط دمارا كبيرا في أرجاء البلاد، إنما أيضا كان لها آثار سياسية إذ وقع خلع المنصف باي وتعويضه بالأمين باي بسبب قيامه بتوسيم ضباط ألمان. على عكس المنصف الباي سلك بورقيبة سياسة حذرة مع المحور قبل أن ينحاز للحلفاء، ومع إعادة سلطات الحماية الإمساك بزمام الأمور في البلاد، خيّر اللجوء إلى مصر. قاد الحزب في غياب بورقيبة، أمينه العام صالح بن يوسف صحبة المنجي سليم، وقد سعوا لربطه بعدة منظمات شبابية ومهنية ونسائية، وقد ظهر في تلك الفترة الاتحاد العام التونسي للشغل بقيادة فرحات حشاد الذي شيئا فشيئا أصبح يلعب دورا هاما في صلب الحركة الوطنية. عام 1950 شكلت حكومة مفاوضات شارك فيها الحزب الحر الدستوري الجديد دون التوصل إلى اتفاق، لتندلع في جانفي 1952 المقاومة المسلحة. واجهت الحكومة الفرنسية الثورة بإرسال تعزيزات والقيام بعمليات تمشيط واسعة كما قامت باعتقال زعامات الحزب الدستوري على رأسها الحبيب بورقيبة، فيما قامت منظمة اليد الحمراء القريبة من المخابرات الفرنسية باغتيال فرحات حشاد وعدد من وجوه الحركة الوطنية.
في جويلية 1954 أمام ضغوط الفلاقة وازدياد حدة الأزمات في المستعمرات، أعلن رئيس مجلس الوزراء الفرنسي بيار منداس فرانس نيته إعطاء تونس استقلالها الداخلي. وفي غرة جوان 1955 عاد الزعيم بورقيبة من المنفى في يوم مشهود، ليقع امضاء اتفاقيات الاستقلال الداخلي في 3 جوان، وفي 18 سبتمبر شكلت حكومة جديدة شارك فيها أنصار بورقيبة. عارض أمين عام الحزب صالح بن يوسف الاتفاقيات بشدة ودخل في صراع مفتوح مع بورقيبة، مناديا بضرورة المقاومة من أجل الاستقلال التام والالتحام مع الثورة الجزائرية. في نوفمبر 1955 دعى بورقيبة لمؤتمر للحزب في صفاقس وتمكن من تمرير توجهه المبني على سياسة المراحل. حاول بن يوسف، الذي وقع رفته من الحزب، من تنظيم مؤيديه إلا أنه أجبر على المنفى بعد أن لوحق أنصاره من طرف وزارة الداخلية والبورقيبيين. وفي 29 فيفري 1956 افتتحت بباريس مفاوضات أفضت في 20 مارس إلى إعلان الاستقلال الكامل لتنتهي بذلك حقبة الحماية التي دامت 75 عاما.
لم يكن احتلال فرنسة لتونس عام 1881م مفاجأة للمشتغلين بالسياسة الدولية، وقد وجدت فرنسة ذريعة لذلك في المناوشات على الحدود التونسية الجزائرية فاحتل جيشها مدينة الكاف وتابع سيره نحو العاصمة، كما احتلت قوّة بحرية أخرى بنزرت وحوصر قصر الباي محمد الصادق بضاحية باردو وأرغمته على توقيع معاهدة باردو (12 أيار 1881م).
لم تكتفِ فرنسة بتلك المكتسبات السياسية بل أرادت أن تبسط سلطانها المطلق على البلاد، فأجبرت الباي الذي فقد سلطاته الفعلية لصالح المقيم العام الفرنسي (كامبون) على توقيع معاهدة جديدة عرفت باسم معاهدة المرسى الكبير (8 حزيران 1883م)، وفيها تم فرض الحماية على تونس وبدأت فرنسة تديرها مباشرة.
مارست فرنسا على الشعب العربي في تونس سياسة ظالمة، إذ قامت بالاستيلاء على الأراضي الزراعية (أكثر من مليون هكتار)، وأدى هذا إلى تدهور الاقتصاد التونسي وإلى قيام الانتفاضات الشعبية التي قمعتها فرنسا بمنتهى القسوة والعنف، وازداد عدد الموظفين الفرنسيين في كل قطاعات الدولة، وأهملت فرنسا التعليم باللغة العربية وقمعت كل محاولات الإصلاح.

## دولة الاستقلال

### عهد الحبيب بورقيبة
هو أول رئيس للجمهورية التونسية. زعيم وطني لتونس.

#### سنوات الاستقلال الأولى
استطاع الحزب الحر الدستوري الجديد إحكام سيطرته على السلطة بفوز قوائمه بكل مقاعد المجلس القومي التأسيسي في 25 مارس 1956 لتشكل في 15 أفريل حكومة عهد للزعيم الحبيب بورقيبة رئاستها في حين اسندت 4 حقائب وزارية لنقابيين ينتمون للاتحاد العام التونسي للشغل مكافئة له على وقوفه إلى جانب الشق البورقيبي ضد بن يوسف. عزز الحكم الجديد تدريجيا إمساكه بدواليب الدولة على حساب الباي وفي 25 جويلية 1957 الغيت الملكية باجماع المجلس التأسيسي وانتخب بورقيبة رئيسا للجمهورية. اعطى بورقيبة منذ الأشهر الأولى وحتى قبل قيام الجمهورية الأولوية للقيام بإصلاحات جذرية في المجتمع التونسي فأصدرت في أوت 1956 مجلة الأحوال الشخصية التي منعت تعدد الزوجات وأوكلت للمحاكم النظر في طلبات الطلاق فيما حلّت الأوقاف ووحّد القضاء وفي عام 1958 ضم نظام التعليم الزيتوني الديني إلى التعليم العمومي الذي أصبح مجانيا وإلزاميا. على المستوى الإداري الغيت في جوان 1956 القيادات وحل محلها 14 ولاية تتكون من معتمديات وفي نفس الشهر بعث الجيش الوطني وقبل ذلك في أفريل 1956 وقعت تونسة الأمن وبذلت مساع حثيثة لتونسة بقية هياكل الدولة. أما على المستوى الاقتصادي فاتخذت خطوات مرحلية ادت تدريجيا إلى تونسة القطاع البنكي والقطاعات الاستراتيجية كالنقل والطاقة وفي سبتمبر 1958 احدث البنك المركزي الذي أوكلت له مهمة صك الدينار التونسي العملة الوطنية الجديدة. على المستوى السياسي تواصلت ملاحقة اليوسفيين الذين حاولوا اغتيال بورقيبة أكثر من مرة وأقيمت لهم محاكمات اصدرت فيها عدة أحكام بالإعدام. في غرة جوان 1959 اصدر أول دستور للجمهورية وانتخب بورقيبة في نوفمبر من نفس العام رئيسا لولاية من 5 سنوات بنسبة فاقت ال99% وتحصلت لائحات الحزب الحر الدستوري الجديد على كل مقاعد مجلس الأمة الذي أحدث مكان المجلس التأسيسي.

#### في الستينات

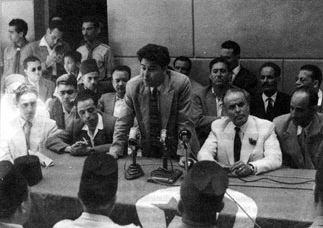
أحمد بن صالح في الوسط ويظهر على يساره الزعيم الحبيب بورقيبة وعلى يمينه أحمد التليلي.

سعى بورقيبة عام 1961 إلى إجبار فرنسا على إجلاء ماتبقى من قواتها من البلاد إلا أن استراتيجية الضغط المباشر عبر محاصرتها ادّى إلى رد عسكري فرنسي عنيف في بنزرت تسبب في مقتل المئات من المدنيين، ولم تخلي باريس آخر جنودها من تونس إلا في 15 أكتوبر 1963 بعد سلسلة من المباحثات الديبلوماسية. في خضم ذلك اغتيل في أوت 1961 صالح بن يوسف في ألمانيا بتدبير مباشر من وزارة الداخلية التونسية، وفي ديسمبر 1962 كشف عن محاولة انقلابية تورطت فيها مجموعة من العسكريين والمدنيين قدموا للقضاء العسكري وحكم على اغلبهم بالإعدام. ادت المحاولة الفاشلة إلى حظر الحزب الشيوعي التونسي وحلّ ماتبقى من الحزب الدستوري القديم واصبحت المعارضة تقتصر في الستينات على بعض الشخصيات في الخارج وبعض التنظيمات اليسارية والقومية الصغيرة. في الجانب الاقتصادي سببت مغادرة المعمّرين الفرنسيين وخروج رؤوس الأموال من البلاد وضعف الاستثمار الخاص إلى تحقيق مؤشرات دون المأمول عجلت بإقناع الرئيس بورقيبة ضرورة تغيير التوجه التنموي ليعلن الحزب في 23 مارس 1962 تبنيه الاشتراكية وفي أكتوبر 1964 أعلن عن تغيير اسمه إلى الحزب الاشتراكي الدستوري وعهدت مهمة تنفيذ البرنامج الاشتراكي لأحمد بن صالح الذي اسندت له مالايقل عن 6 حقائب وزارية. سعى بن صالح إلى تطبيق نظام تعاضدي أولا في القطاع الفلاحي ثم في القطاع التجاري إلا أن التجربة مالبثت أن باءت بالفشل مع تراكم الديون والعجز المالي لمشاريع التعاضديات الناشئة. رغم التطور الذي زامن تلك الفترة في قطاعات أخرى كالتعليم والصحة والبنية التحتية والتنظيم العائلي سبب فشل تجربة التعاضد وتدهور المستوى المعيشي وغضب المالكين إلى إضعاف الحكومة التي غيرت تركيبتها عام 1969 بإحداث وزارة أولى شغلها لأقل من عام الباهي الأدغم قبل أن يترك مكانه للهادي نويرة الذي نجح على رأس البنك المركزي فيما ألقي القبض على بن صالح وحكم عليه بالسجن.

#### في السبعينات
نجحت حكومة الهادي نويرة في النهوض بالاقتصاد بفضل جملة من الإجراء ات ذات الطابع الليبرالي من اهمها قانون أفريل 1972 الداعم للمؤسسات المصدرة لتبلغ نسبة النمو مالا يقل عن 12% سنة 1972. حزبيا تكتلت حول الوزير أحمد المستيري مجموعة نادت بتحرير النظام السياسي واستطاعت بكسب الأغلبية أثناء مؤتمر الحزب الاشتراكي الدستوري إلا أن بورقيبة رفض نتائجه ونظم مؤتمر ثان عام 1974 وقع فيه رفت عدد منهم فيما استقال آخرون. في جانفي 1974 فجر بورقيبة مفاجأة مدوية بإمضاءه على وثيقة إعلان وحدة تونس وليبيا لكن سرعان ماتراجع عنها مما أدّى إلى توتر علاقته بالقذافي. وفي عام 1975 وقع تغيير الدستور لتمكين بورقيبة من الرئاسة مدى الحياة فيما أصبح الوزير الأول هو خليفته الدستوري. في النصف الثاني من السبعينات وفي ظل تدهور عرضي لصحة الزعيم بورقيبة برز إضافة للهادي نويرة وزير الدفاع عبد الله فرحات ومدير الحزب محمد الصياح كرجال الحكم الأقوياء في مقابل شق ضم الحبيب عاشور أمين عام الاتحاد العام التونسي للشغل ووسيلة بورقيبة وبعض الوزراء المقربين منها. في خضم هذا التنافس وفي ظل ظهور توترات اجتماعية، اندلعت أحداث 26 جانفي 1978 اثر إعلان إضراب عام اسفر عن تدخل الجيش وسقوط عشرات الضحايا. شهد عام 1979 إضافة إلى انتقال مقر الجامعة العربية إلى تونس تنظيم مؤتمر العاشر للحزب الذي ادّى إلى تدعيم موقع نويرة في حين أقيل فرحات من مواقعه السياسية على خلفية اسناده للقوات المسلحة مهمة الإشراف التحضير المادي للمؤتمر ممّا اغضب بورقيبة المتمسك بمبدأ عدم إشراك العسكر في السياسة.

#### عهد بورقيبة في الثمانينات (1980-1987)
بدأت العشرية على وقائع تسرب كوموندوس يموله القذافي إلى مدينة قفصة في 26 جانفي 1980 في محاولة فاشلة لزعزعة استقرار البلاد في ظل تماسك النظام. وفي الشهر الموالي تعرض نويرة إلى جلطة دماغية اقعدته على العمل ليخلفه أولا بصفة وقتية ثم بصفة نهائية وزير التربية محمد مزالي. رفع مزالي شعار الانفتاح فنظمت في نوفمبر 1981 انتخابات تشريعية تعددية إلا أن تزويرها حال دون دخول المعارضة البرلمان. ابتداءً من 1982 بدأت بوادر صعوبات اقتصادية تلوح في الأفق في ظل ارتفاع قيمة الدولار وتراجع سعر الفوسفاط ثم المحروقات في حين ظل المشهد السياسي مراوحا مكانه رغم الاعتراف عام 1983 بحزبين ورفع الحظر عن الحزب الشيوعي على عكس حركة الاتجاه الإسلامي التي رفض مطلب ترخيصها وسجن قادتها منذ جويلية 1981. أدّى الوضع الاجتماعي إلى اندلاع اضطرابات اجتاحت العاصمة في جانفي 1984 بعد مضاعفة الحكومة لسعر الخبز. اخذت الأحداث أبعاد أزمة حكومة بعد اتهام مزالي وزير الداخلية إدريس قيقة بتعطيل عمل قوات الأمن لتأزيم الوضع لغايات سياسية فيما نجح بورقيبة بخطاب مقتضب وماهر في تهدئة الشارع. تواصلت متاعب حكومة مزالي الاجتماعية عام 1985 مع اندلاع أزمة جديدة مع الاتحاد العام التونسي للشغل وبطرد القذافي لآلاف التونسيين من ليبيا كما شهد شهر أكتوبر من نفس العام غارة جوية إسرائيلية على مقر منظمة التحرير الفلسطينية المقيمة في تونس منذ 1982. في عام 1986 بلغت الأزمة الاقتصادية أوجها فأقيل مزالي وعوض بالاقتصادي رشيد صفر واجبرت الدولة على القيام بإصلاح هيكلي وبتخفيض قيمة الدينار. شهدت تلك الفترة صعود نجم زين العابدين بن علي وزير الداخلية منذ أفريل 1986 في وقت تغيرت فيه المجموعة المحيطة ببورقيبة بعد طلاقه من زوجته وإبعاده لابنه وبعض مستشاريه القدماء وزيادة تأثير ابنة أخته سعيدة ساسي المقربة من بن علي. استطاع بن علي بسط يده على الأجهزة الأمنية ليجد نفسه في موقع الرجل القوي في ظل تصاعد الصدام مع حركة الاتجاه الإسلامي، وفي 2 أكتوبر 1987 عيّن وزيرا أولا وأمينا عاما للحزب مع ابقاءه على رأس الداخلية. وفي ليلة 7 نوفمبر 1987 أعلن اضطلاعه بالرئاسة استنادا لعدم قدرة بورقيبة صحيا على مباشرة مهامه وادّى القسم في نفس اليوم لتدخل البلاد منعرجا جديدا.

### حكم زين العابدين بن علي
هو رئيس الجمهورية التونسية منذ 7 نوفمبر 1987 إلى 14 يناير 2011، وهو الرئيس الثاني لتونس منذ استقلالها عن فرنسا عام 1956 بعد الحبيب بورقيبة، عين رئيسًا للوزراء في أكتوبر 1987 ثم تولى الرئاسة بعدها بشهر في نوفمبر 1987 في انقلاب غير دموي حيث أعلن أن الرئيس بورقيبة عاجز عن تولي الرئاسة. وقد أعيد انتخابه وبأغلبية ساحقة في كل الانتخابات الرئاسية التي جرت، وآخرها كان في 25 أكتوبر 2009
.

#### السنوات الأولى (1987-1989)
سعى بن علي إلى تطمنة الرأي العام عبر بيان وعد فيه بإلغاء الرئاسة مدى الحياة وبإرساء «تعددية سياسية» كما ألغى محكمة أمن الدولة وافرج عن الإسلاميين والنقابيين المعتقلين في حين حافظ على نفس التركيبة الحكومية باستثناء الحقائب التي كان يتولاها منافسوه كمحمد الصياح الذي اجبر على الابتعاد عن الحياة السياسية. في فيفري 1988 غير اسم الحزب الاشتراكي الدستوري إلى التجمع الدستوري الديمقراطي وفي جويلية 1988 عدّل الدستور في اتجاه زيادة صلوحيات رئيس الجمهورية. في أفريل 1989 نظمت انتخابات رئاسية سارعت فيها عدة شخصيات معارضة كراشد الغنوشي وأحمد المستيري والمنصف المرزوقي تأييد ترشح بن علي فيها. وإن جاءت نتائج الانتخابات الرئاسية منتظرة في ظل عدم وجود منافسين فيها لبن علي كانت نتائج الانتخابات التشريعة مخيبة لآمال فوقع تزيفها ليفوز التجمع الدستوري حزب الرئيس بن علي بكل المقاعد النيابية فاحتجت المعارضة وعادت اساليب القمع واضطهاد المعارضين فانسحب المستيري من الحياة العامة وغادر الغنوشي البلاد وبدأت بوادر انغلاق سياسي تبرز في الأفق.

#### في التسعينات
بدى بن علي في بداية التسعينات ممسكا بزمام السلطة فاحتل الموقع الأول في المشهد السياسي بدون منازع وعيّن مقربيين له في أهم مفاصل الدولة في حين جدّد حزب التجمع هياكله بإدخال آلاف من المنخرطين الجدد. سمحت السلطة بتكوين حزبيين جديدين مقربين منها وأعطت التأشيرة للتجمع الاشتراكي التقدمي ورفضتها لحركة النهضة (الاسم الجديد للاتجاه الإسلامي) التي مالبثت أن دخلت في صدام جديد مع الحكم فاتهمت بمحاولة قلب النظام وبأحداث عنف متفرقة فلوحق أعضاءها وحوكم بعض قادتها أمام القضاء العسكري وفرّ البعض الآخر خارج البلاد. رغم تأييد أغلب الأحزاب الأخرى للسياسات الحكومية ظلت حركتها مقيدة ولم يسمح لها بدخول البرلمان إلا رمزيا من خلال إسنادها بعض المقاعد ابتداءً من 1994 فيما انتخب بن علي ذلك العام بدون منافس بنسبة قاربت المائة بالمائة. على المستوى الاقتصادي استفادت الحكومة من إصلاحات الثمانينات ومن مواسم فلاحية جيدة لتحقق نسب نمو فاقت في بعض الأحيان ال5 %، وعلى المستوى الاجتماعي اعتمدت سياسات حذرة عززتها ببعض البرامج كالصندوق الوطني للتضامن والسيارة الشعبية الذين استهدفت من خلالها محاربة الفقر وتقديم تسهيلات للطبقة الوسطى لتوسيع رقعة مساندة النظام. في النصف الثاني من العشرية بدأ يظهر نفوذ لزوجة بن علي الثانية ليلى الطرابلسي التي أصبح أخواتها فجأة من أصحاب الأعمال إضافة لصهره الأول سليم شيبوب الذي برز كرئيس للترجي ووسيط في عدة صفقات عمومية. عام 1999 قدم بن علي نفسه مجددا للرئاسيات، ورغم وجود مرشحين آخرين فاز مرة أخرى بنسبة فاقت ال99% في ما اعتبرته الملاحظون إشارة أن النظام ليس له أي نية للإصلاح.

#### سنوات الألفين
شهدت بداية الألفية بعض التململ في البلاد فاندلعت في فيفري 2000 مظاهرات ذات طابع اجتماعي وخاض الصحفي توفيق بن بريك إضرابا عن الطعام احتجاجا على غياب حرية التعبير غطته عدة وسائل أجنبية وأسس حزب المؤتمر من أجل الجمهورية المعارض واظهرت حركة التجديد تغييرات في مواقفها المساندة حتى الآن لبن علي، إلا ان النظام باستثناء بعض الوعود النظرية بقي يتوخى نفس السياسات وفي 2002 أقام استفتاءً لإحداث تعديلات دستورية تمكن الرئيس من حصانة قضائية ومن إمكانية تمديد ولايته. في السنوات اللاحقة ازدادت تجاوزات أصهار بن علي أمثال بلحسن الطرابلسي ومروان المبروك وعماد الطرابلسي وصخر الماطري الذين اصبحوا يسيطرون على قطاعات شاسعة من الاقتصاد في حين أصبحت القرارات الهامة تأخذ خارج الحكومة من قبل الحلقة المضيقة للرئاسة من عائلة ومستشارين. في الاثناء اظهر الانموذج التنموي محدوديته فرغم المظاهر الاستهلاكية التي انتشرت، ارتفعت البطالة وبقيت الاسثمارات محدودة وزاد الفساد المالي الذي كان شبه معدوم في عهد بورقيبة. في 2005 شكلت المعارضة هيئة 18 أكتوبر التي طالبت بإصلاحات جذرية للنظام وفي 2008 عرف الحوض المنجمي في ولاية قفصة احتجاجات دامت عدة أشهر على خلفية اجتماعية. تلبدت الغيوم فوق البلاد عام 2010 ففي وقت زادت فيه الاضرابات الاجتماعية والمطالبة بتحرير الإعلام ومحاربة الفساد، ظهرت حملة تناشد بن علي الترشح للانتخابات عام 2011 لولاية سادسة جوبهت بحملة مضادة ضد «التمديد والتوريث» ، وتلك الأجواء جاءت حادثة إحراق محمد البوعزيزي لنفسه لتشعل احتجاجات عارمة أولا في سيدي بوزيد ثم في بقية الجمهورية جابهها النظام أولا بالقوة قبل أن يضطر بن علي أمام امتداد رقعتها إلى الهروب بعد محاولته استرضاءها.

## روابط خارجية
- Poster تاريخ تونس